# Ait Oum el Bekht
Ait Oum El Bekht (àrab آيت أم البخث) és una comuna rural de la província de Béni Mellal de la regió de Béni Mellal-Khénifra. Segons el cens de 2014 tenia una població total de 8.198 persones.